# Albert Faucher
Pour les articles homonymes, voir Faucher.
Albert Faucher est un économiste québécois né le 20 juillet 1915 (Beauce) et mort le 12 mars 1992 (Beauce).
Économiste et historien, il fit ses études à l’université Laval en sciences sociales. Pressenti comme professeur par le père Georges-Henri Lévesque, fondateur de l'école de sciences sociales, il fut envoyé se parfaire en économie à l'Université de Toronto. Il y fut influencé par Harold Innis, qui marqua l'histoire économique canadienne par sa théorie du Staple trade.  Il fut de la première génération des élèves devenus professeurs de la Faculté des sciences sociales de l'Université Laval, à l'instar de Gérard Dion, Jean-Charles Faladeau, Maurice Lamontagne, Roger Marier et de Maurice Tremblay. Il consacra ses recherches à l'histoire économique du Québec et du Canada. Il fut professeur invité à l'Université de Toronto et à l'Université Queen’s. Parmi ses élèves, on compte Gilles Paquet, professeur à l'Université d'Ottawa. Il a été membre de la Société canadienne des Sciences économiques, de la Société Royale du Canada et de l’Académie des Sciences Morales et Politiques.

## Honneurs
- 1972 - Membre de la Société royale du Canada
- 1973 - Prix du Gouverneur général
- 1985 - Prix Léon-Gérin
- 1988 - Prix Esdras-Minville
- 1989 - Médaille Innis-Gérin